# Theo the King
Theo the King (Nistelrode, 7 april 1944 - Veghel, 7 december 2008), artiestennaam van Theo van der Zanden, was een Nederlandse zanger en gitarist die bekend werd door zijn carnavalshit Worst, worst, worst en zijn bekendste nummer Balabamba, dat meestal het openingsnummer was van zijn optredens. Ook speelde hij dan vaak muziek van andere artiesten, zoals Kleine café aan de haven, Kom van dat dak af en Zak es lekker door. Theo the King trad ook op op feesten en partijen.

## Biografie
Hij werd geboren als Theo van der Zanden. Zijn vader was schoolhoofd. Van der Zanden kreeg hierdoor de kans zangles te nemen en zong vervolgens in diverse kinderkoren en een gemengd koor. Na een periode van kostschool in Stevensbeek begon hij te werken. Op zijn 43e zegde hij al zijn baantjes op om zich volledig te storten op zijn solocarrière. Hij begon met optredens in cafés in zijn woonplaats Schijndel. Al snel werd hij ook bekend buiten Schijndel en verzorgde hij optredens in de regio. Van der Zanden imiteerde dikwijls Elvis Presley (bijgenaamd The King) en droeg ook "zijn" kleding. Van der Zanden was een markant persoon die in de hele omgeving van Schijndel bekend was.
In deze periode begonnen ook zijn eerste televisieoptredens, zoals:
- Pats-Boem Show van Veronica (Hilversum, 7 november 1987)
- Taxi van Maarten Spanjer
- André van Duin Show (Hilversum, 5 oktober 1995)
- Bart de Graaff
- Omroep Brabant (Wanroij, 9 april 2002)
- Omroep Limburg (Stein, 11 november 2002)
- Raymann is Laat (Rotterdam, 16 oktober 2003)
- videoclip met Eddy Zoëy

In 2006 kreeg Van der Zanden te kampen met gezondheidsproblemen en moest hij noodgedwongen alle optredens van dat jaar opzeggen. Hij kwam uiteindelijk in het verpleegtehuis Watersteeg in Veghel, waar hij twee jaar later op 64-jarige leeftijd overleed.